# خانه شب
خانه شب (به انگلیسی: The Night House) یک فیلم آمریکایی در سبک وحشت روان‌شناختی محصول سال ۲۰۲۰ به کارگردانی دیوید بروکنر و نویسندگی بن کالینز و لوک پیوتروسکی با بازی ربکا هال، سارا گلدبرگ، اون جان‌آکایت، استیسی مارتین و واندی کرتیس-هال  است.
نخستین نمایش جهانی این فیلم در جشنواره فیلم ساندنس در ۲۴ ژانویه ۲۰۲۰ بود، و سپس در تاریخ ۲۰ اوت ۲۰۲۱ توسط سرچلایت پیکچرز در ایالات متحده پخش عمومی شد.

## بازخورد
با استناد به وب سایت بازبینی جمعی راتن تومیتوز، ۸۸٪ از ۲۴ منتقد به این فیلم یک بررسی مثبت دادند و میانگین امتیاز آن ۶٫۹ / ۱۰ است. از نظر متاکریتیک، این فیلم بر اساس ۷ منتقد میانگین نمره ۶۲ از ۱۰۰ را دارد که نشان دهنده «بررسی‌های به‌طور کلی مطلوب» است.